# Stade Geoffroy-Guichard
Stade Geoffroy-Guichard är en multifunktionsarena i Saint-Étienne, Frankrike. Den är hemarena för fotbollslaget AS Saint-Étienne. Arenan invigdes den 13 september 1931. Arenan renoverades under 1984 och antalet platser utökades till 48 270, varav 22 200 av dessa var sittplatser. Inför världsmästerskapet i fotboll 1998 genomgick arenan ytterligare en ombyggnad som gjorde den till en arena utan ståplatser. Det totala antalet platser sänktes då till 35 616 sittplatser.
Arenans fyra läktare är namngivna efter framstående sportpersonligheter i AS Saint-Étienne:
| Läktare        | Väderstreck | Platser |
| -------------- | ----------- | ------- |
| Charles Paret  | Nord        | 8 541   |
| Jean Snella    | Syd         | 8 767   |
| Pierre Faurand | Väst        | 7 993   |
| Henri Point    | Öst         | 10 315  |